# روبرت آدامز الثاني
روبرت آدامز الثاني (بالإنجليزية: Robert Adams II)‏ هو ضابط أمريكي، ولد في 24 ديسمبر 1832 في مقاطعة ريتشلاند في الولايات المتحدة، وتوفي بنفس المكان في 12 مايو 1882.